# Pabellón de caza de Stupinigi
El Pabellón de caza de Stupinigi (del italiano: Palazzina di caccia di Stupinigi o Villa Reale di Stupinigi), es un palacete de estilo rococó situado en Stupinigi, un suburbio de la ciudad de Nichelino a 10 km al suroeste de Turín (Piamonte), en el Norte de Italia. Es una de las «Residencias de la casa real de Saboya» declaradas Patrimonio de la Humanidad por la Unesco. Construido como un pabellón de caza real a principios del siglo XVIII.

## Historia
El castillo original era propiedad de la línea Acaja de la Casa de Saboya, señores del Piamonte hasta 1418, y fue vendido al marqués Rolando Pallavicino en 1493. Fue adquirido por Manuel Filiberto de Saboya en 1563, cuando la capital ducal fue trasladada desde Chambéry a Turín.
El nuevo palacio fue diseñado por el arquitecto Felipe Juvara para ser usado como palazzina di caccia («pabellón de caza»), por Víctor Amadeo II, rey de Cerdeña. Las obras empezaron en 1729. A los dos años la construcción estaba suficientemente avanzada para que se celebrara la primera caza formal.
Juvara llamó a todo un equipo de decoradores, muchos de ellos provenientes de Venecia, para realizar el decorado del interior del palacete. En los reinados de Carlos Manuel III y Víctor Amadeo III el pabellón y su parque siguieron ampliándose, al principio por el ayudante de Juvara, Giovanni Tommaso Prunotto, y luego por numerosos arquitectos del norte de Italia, como Ignazio Birago di Borgaro, Ludovico Bo, Ignazio Bertola y Benedetto Alfieri. El edificio final tiene un total de 137 habitaciones y 17 galerías, y cubre 31.050 metros cuadrados.
El propósito original del pabellón de caza está simbolizado en el venado de bronce, obra de Francesco Ladatte colocado en la cumbre del tejado inclinado de su cúpula central, y las cabezas de perros de caza que decoran los jarrones del perfil del tejado. El edificio tiene un plano con forma de cruz de San Andrés: cuatro alas en ángulo se proyectan a partir de la sala principal con forma ovalada. En los brazos están situados los apartamentos reales y los de los huéspedes. Las extensiones dan como resultado pabellones separados unidos por largas galerías en ángulo y un largo patio anterior octogonal encerrado por alas, extendidas hacia delante en otros dos patios de entrada.

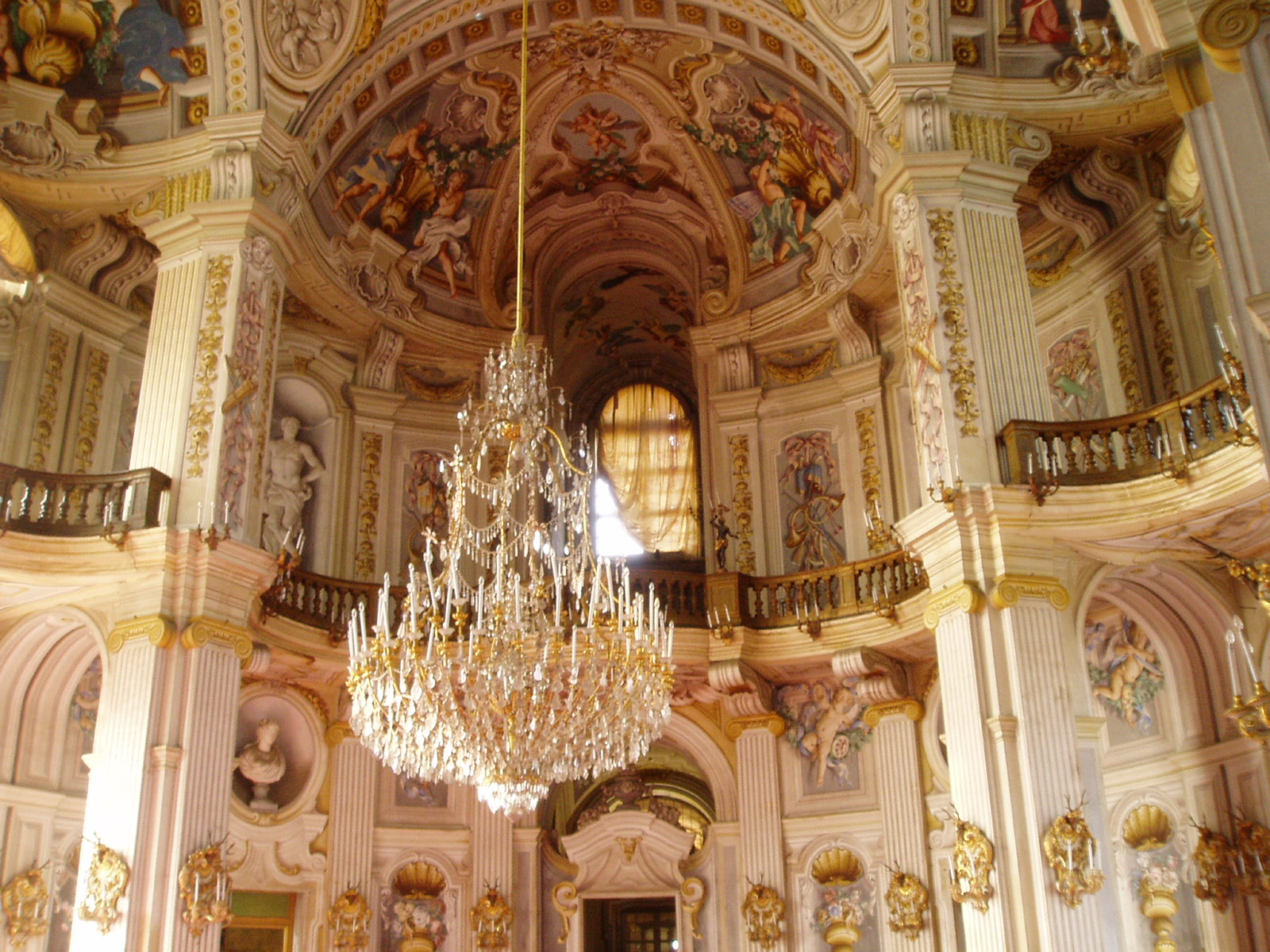
Salón central del pabellón.

El núcleo central está constituido por ese gran salón central con planta oval del que parten los cuatro brazos más bajos para formar la cruz de San Andrés. Tiene doble altura y balconada. Fue la primera idea de Juvara que se terminó, de manera que ya en 1730 había acabado y el 10 de febrero de 1731 el rey encargó a los hermanos Giuseppe y Domenico Valeriani un gran fresco sobre la bóveda, representado el Triunfo de Diana, la diosa de la caza. Los trabajos para la realización de tales frescos se iniciaron el 8 de marzo de aquel año, concluyéndose en 1733. Parece que Juvara había impuesto el esquema de la cuadratura a los dos hermanos para no arruinar su complejo diseño.
Stupinigi fue el edificio preferido para ser usado en las celebraciones y bodas dinásticas por miembros de la casa de Saboya. Aquí, en 1773, María Teresa, princesa de Saboya, se casó con Felipe, conde de Artois, hermano de Luis XVI y futuro Carlos X de Francia.
Actualmente el palacio de Stupinigi alberga el Museo di Arte e Ammobiliamento, un museo dedicado al mobiliario y la decoración, algunos originarios del pabellón, otros traídos de las residencias saboyanas de Moncalieri y Venaria Reale. Stupinigi tiene la más importante colección de mobiliario piamontés, incluyendo obras de los más famosos carpinteros reales de Turín, Giuseppe Maria Bonzanigo, Pietro Piffetti y Luigi Prinotti. Algunas de las esculturas de figuras de caza son obra de Giovanni Battista Bernero. Además, se celebran en sus galerías exposiciones temporales, como la Mostra del Barocco que se celebró en 1963.

## El parque
El parque de caza perteneció a una rama de la Casa de Saboya y fue entregado a Manuel Filiberto de Saboya en 1563 cuando trasladó la capital del ducado desde Chambéry a Turín.
Desde 1992 los bosques y la tierra agrícola que rodea Stupinigi ha sido conservada como el Parco naturale di Stupinigi. Incluida en los territorios municipales de Nichelino, Candiolo y Orbassano, tiene una extensión de 17,32 km² que incluye una parte del bosque autóctono de las tierras bajas de la región, donde los visitantes pueden admirar algunas especies inusuales de plantas que ya no se pueden encontrar en ningún otro lugar. La vida salvaje incluye garduñas, comadrejas, zorros, ratones almizcleros, liebres, cigüeñas blancas, ardillas y otros animales.

## Fuente
- Roberto, Baffert; Francesco Fenoglio (1998). Castelvecchio di Stupinigi: storia e trasformazioni. Cavallermaggiore: Centro Stampa. ISBN 88-86637-10-1.
- Carlo, Balma Mion (2007). Lodovico Bò (1721-1800). Misuratore, soprastante, architetto. Trento: UNI Service. ISBN 978-88-6178-060-6.